# Escuelas Públicas del Condado de Miami-Dade
Las Escuelas Públicas del Condado de Miami-Dade (Miami-Dade County Public Schools, M-DCPS) es un distrito escolar del condado de Miami-Dade, Florida, Estados Unidos. Su sede está en Miami. Dr. Jose L. Dotres es el actual superintendente del distrito (en 2022).

## Escuelas

### Escuelas secundarias

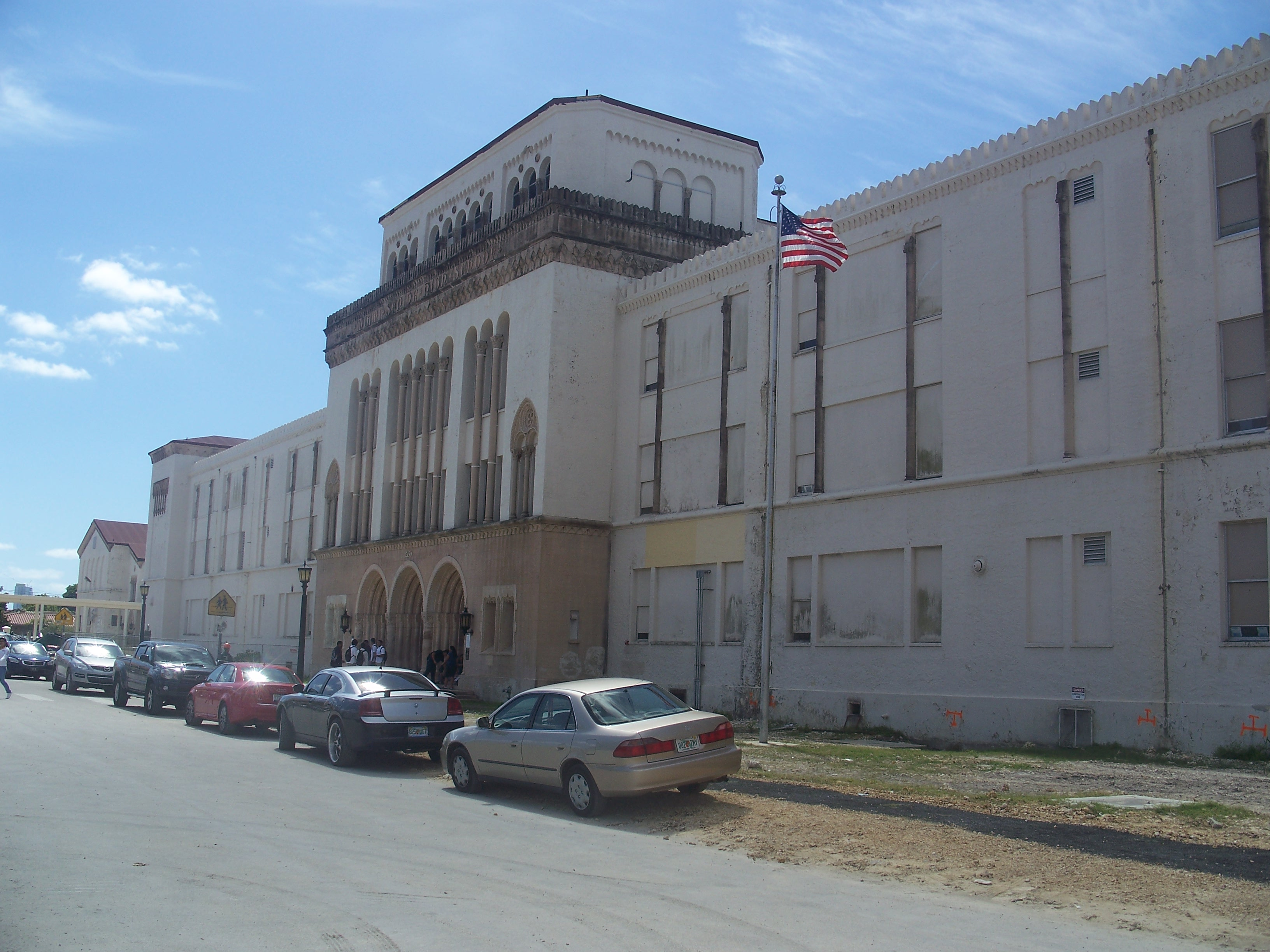
Escuela Secundaria Miami

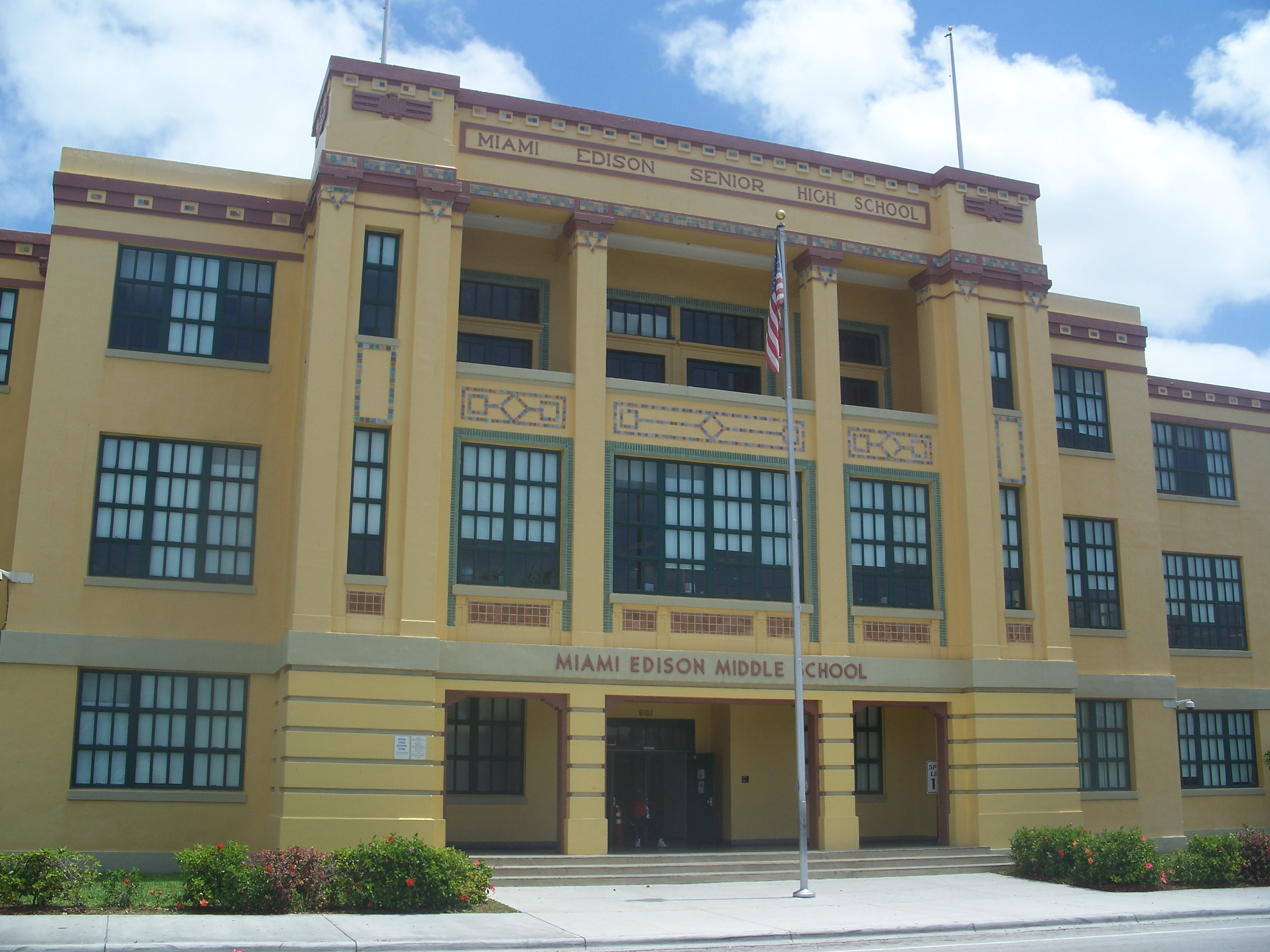
Antiguo edificio de Escuela Secundaria Miami Edison, ahora la Escuela Intermedia Miami Edison

Secundarias (high schools) del barrio:
- American High School (EN)
- G. Holmes Braddock High School (EN)
- Escuela Secundaria Coral Gables
- John A. Ferguson High School (EN)
- Hialeah High School (EN)
- Hialeah Gardens High School (EN)
- Hialeah-Miami Lakes High School (EN)
- Homestead High School (EN)
- Escuela Secundaria Dr. Michael M. Krop (Ives Estates)
- Escuela Secundaria Miami (Miami)
- Escuela Secundaria Miami Beach (Miami Beach)
- Escuela Secundaria Miami Carol City (Miami Gardens)
- Escuela Secundaria Miami Central (West Little River)
- Miami Coral Park High School (EN)
- Escuela Secundaria Miami Edison (Miami)
- Miami Jackson High School (EN)
- Miami Killian High School (EN)
- Miami Norland High School (EN)
- Miami Northwestern High School (EN)
- Miami Palmetto High School (EN)
- Miami Southridge High School (EN)
- Escuela Secundaria Miami Springs
- Miami Sunset High School (EN)
- Escuela Secundaria Alonzo y Tracy Mourning
- North Miami High School (EN)
- North Miami Beach High School (EN)
- Escuela Secundaria Ronald Reagan/Doral
- South Dade High School (EN)
- South Miami High School (EN)
- Southwest Miami Senior High School (EN)
- Booker T. Washington High School (EN)
- Westland Hialeah High School (EN)
- Félix Varela High School (EN)

Preparatorias alternativas:
- Young Men's Preparatory Academy
- Academy for Advanced Academics
- Coral Reef High School
- Design and Architecture High School
- MAST Academy (EN)
- Miami Lakes Educational Center
- Robert Morgan Educational Center
- New World School of the Arts
- School for Advanced Studies
- TERRA Environmental Research Institute
- William H. Turner Technical Arts High School

### Escuelas K-8
- Academia Preparatoria Coral Gables